# Qi (estándar de electricidad por inducción)

Qi (pronunciado "chi")[cita requerida] es un estándar de interfaz desarrollada por el Wireless Power Consortium (WPC) para la transferencia de energía eléctrica por inducción, a distancias de hasta 4 cm). El sistema de Qi comprende una plataforma de transmisión de potencia y un receptor compatible en un dispositivo portátil. Para utilizar el sistema, el dispositivo móvil se coloca en la parte superior de la almohadilla de transmisión de potencia, que lo carga a través de la inducción electromagnética.
Los fabricantes de dispositivos móviles que están trabajando con la norma incluyen Asus, HTC, Huawei, LG Electronics, Motorola Mobility, Nokia, Samsung, Apple y Sony. El Wireless Power Consortium fue creado en 2008 y es una cooperación abierta de empresas asiáticas, europeas y estadounidenses de varias industrias manufactureras. Su objetivo es crear un estándar global para la tecnología de carga inductiva.
Estos dispositivos que operan con el estándar Qi utilizan mayoritariamente los principios de la inducción electromagnética. Por lo tanto, un sistema Qi se compone de dos tipos de dispositivos, una estación base la cual se conecta a la corriente y es la fuente de la corriente de inducción, y los dispositivos móviles, los cuales consumen esta energía. La estación base es capaz de transmitir la energía gracias a una bobina transmisora capaz de generar un campo magnético. Por otra parte, el dispositivo móvil tiene una bobina receptora. Dicho campo magnético induce una corriente alterna a la bobina receptora gracias a la Ley de Faraday.

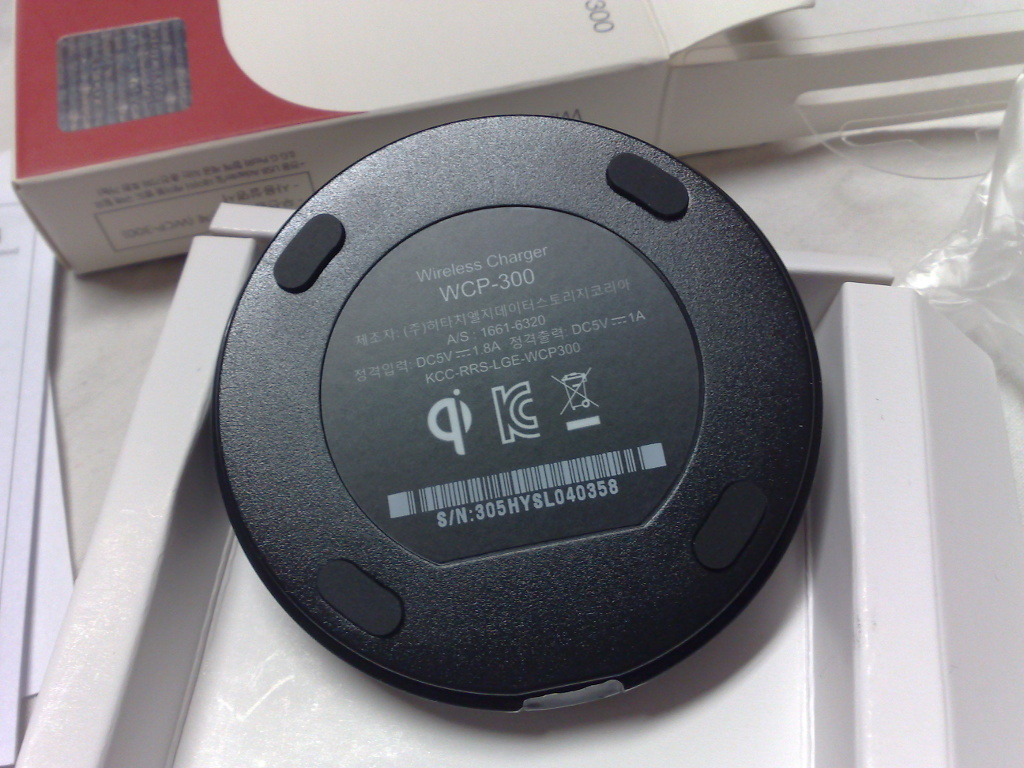
Parte de abajo de un cargador LG WCP-300 Qi

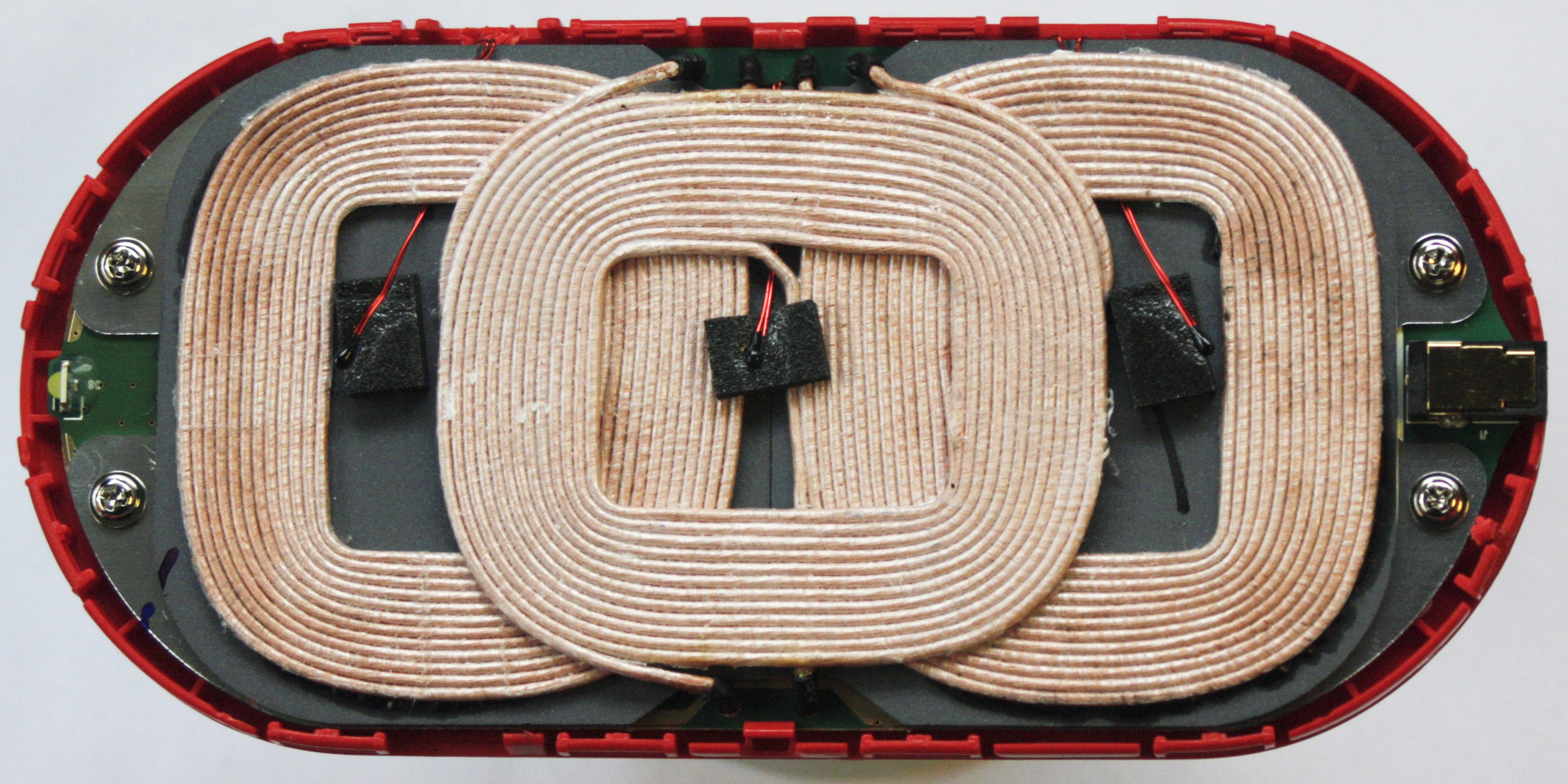
Cargador Nokia DT-900 Qi abierto

## Funcionamiento
Las bases de carga, típicamente tienen una superficie plana, a la cual nos referimos como “superficie interfaz” y sobre ella podremos situar nuestros dispositivos móviles. Para producir esta carga, se dan dos maneras diferentes de alinear la bobina transmisora (situada en la estación base) y la receptora (situada en el dispositivo móvil) de forma que la transferencia de energía se suceda correctamente. Además se suelen incluir guías que ayudan a colocar al teléfono de la forma más óptima posible. El segundo concepto de alineación no requiere que el dispositivo móvil se encuentre en una posición específica, se conoce mayoritariamente con el nombre de inducción de posicionamiento libre y esto se puede obtener de diversas formas: la primera es introduciendo diversas bobinas de recepción de forma que creen un campo magnético.

## Características y especificaciones

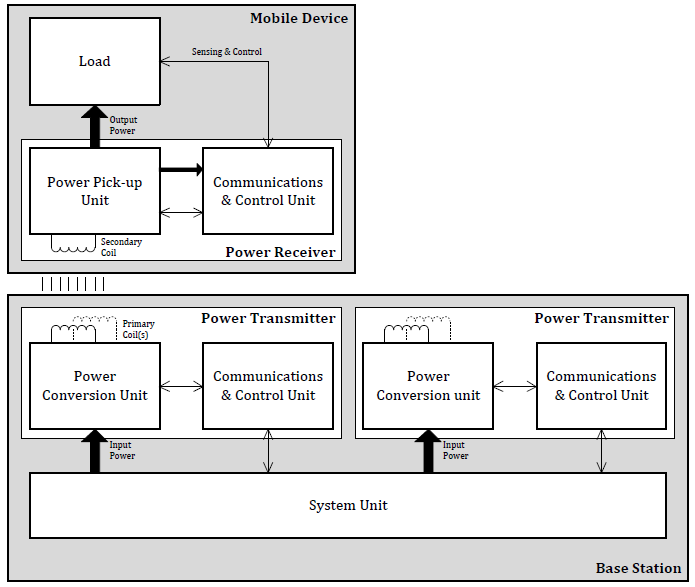
Visión básica del sistema

Bajo la especificación de Qi, “bajo consumo” para la transferencia inductiva significa una utilización de 0 a 5 W. Los sistemas dentro del ámbito de aplicación de esta norma utilizan acoplamiento inductivo entre dos bobinas planas para transferir electricidad desde eltransmisor de electricidad al receptor de energía. La distancia entre las dos bobinas es típicamente de 5 mm. Es posible extender ese rango por lo menos a 40 mm.1 La regulación de la tensión de salida se proporciona por un circuito de control digital donde el receptor de electricidad se comunica con el transmisor y solicita más o menos energía. La comunicación es unidireccional desde el receptor de energía al transmisor de energía a través de la modulación de retrodispersión 5 En la modulación de retrodispersión, se carga la bobina de recepción de energía, cambiando la corriente consumida en el transmitor de energía. Estos cambios de corriente son monitoreados y demodulados en la información requerida para que los dos dispositivos funcionen conjuntamente 2
El WPC publicó la especificaciones de energía Qi 2009 6 La especificación Qi está disponible para la descarga pública gratuita. 7 En 2011, el Wireless Power Consortium comenzó a extender la especificación Qi a media potencia. La especificación de bajo consumo proporciona hasta 5 vatios, la especificación de potencia media entregará hasta 120 vatios (esta se utiliza mayor comúnmente en ordenador portátiles. 7 En 2015 se creó una especificación de alta potencia que podía entregar hasta 1 kW, esta permitiría la carga de utensilios de cocina, entre otros.

## Empresas participantes
Nokia comenzó a introducir este estándar de carga inalámbrica en el 2012, lanzando el Nokia Lumia 920, seguido por el Google/LG Nexus 4 más tarde en ese mismo año. En el 2013 Toyota comenzó a incluir carga Qi como opción para sus coches Avalon límited, SsangYong también lanzaría otro coche con compatibilidad para la carga Qi algo más tarde en ese mismo año
En el 2015, Ikea lanza diversos productos que incorporan protocolo Qi, entre ellos encontramos mesas y lámparas [8] El Samsung Galaxy S6 incluyó entre sus componentes varios cargadores inalámbricos, uno de ellos con estándar Qi incluido, sería su primer teléfono con este protocolo.
Para los comienzos de 2017, Qi había conseguido desplazar los protocolos de la competencia. En septiembre de ese mismo año, Apple.inc anunció que sus nuevos teléfonos inteligentes, iPhone 8 y iPhone X tendrían carga Qi incluida.
Empresas como “The coffee Bean and Tea Leaf” comenzó a introducir en sus establecimientos cargadores inalámbricos en las ciudades más importantes, de esta forma sus clientes tienen la posibilidad de dejar el teléfono cargando, encima de la mesa, etc. Otros establecimientos como el aeropuerto de Londres-Heathrow, el aeropuerto Internacional John F. Kennedy o la aerolínea Virgin Atlantic Airways también han optado por ofrecer estas ventajas a sus clientes.

## Wireless Power Consortium

### Miembros
A noviembre de 2018, según su página web, la lista de miembros de este grupo asciende a 642 participantes. Wireless Power Consortium agrupa las 23 empresas más importantes bajo el nombre "The Steering Group": AirCharge, Apple Inc, Aptiv, Bosch, Convenient Power, Fulton, Google, Haier, HTC, IDT, Leggett & Platt, LG, Mediatek, NXP, Panasonic, Philips, Qualcomm, Rohm Semiconductor, Samsung Electro-Mechanics, STMicroelectronics, Texas Instruments, Toshiba, Verizon Wireless. 3